# Isolobodon portoricensis
Isolobodon portoricensis är en däggdjursart som beskrevs av Allen 1916. Isolobodon portoricensis ingår i släktet Isolobodon, och familjen bäverråttor.  Arten förekom tidigare i Dominikanska republiken, Haiti, och Puerto Rico. IUCN kategoriserar arten globalt som utdöd. Inga underarter finns listade.